# Stockholm Syndrome (canción de Blink-182)
Stockholm Syndrome (en español: Síndrome de Estocolmo) es una canción de la banda estadounidense de rock Blink-182, proveniente de su quinto álbum de estudio Blink-182 (2003). La canción fue escrita por Mark Hoppus, bajista de la banda. La lírica de la canción gira en torno a la paranoia y falta de comunicación, al referirse a un fenómeno psicológico en el cual el rehén termina por obsesionarse con su agresor. La canción cuenta con un interludio antes de iniciar, en la que la actriz Joanne Whalley recita una carta de amor que el abuelo de Hoppus escribió a su abuela durante la Segunda Guerra Mundial.

## Historia
Stockholm Syndrome se desarrolló cuando la banda se encontraba grabando en una casa pequeña que había rentado en la lujosa comunidad de Rancho Santa Fe en San Diego, entre enero y abril de 2003.
- Datos: Q16951441